# Garry Tonon
Garry Lee Tonon (Nueva Jersey, Estados Unidos; 12 de septiembre de 1990) es un grappler de sumisión y artista marcial mixto estadounidense que actualmente compite en la categoría de peso pluma de ONE Championship. Tonon es un cinco veces campeón del Invitacional de Eddie Bravo y ha ganado títulos en ADCC Submission Wrestling World Championship y en Campeonatos Panamericanos de la IBJJF. Desde el 27 de octubre de 2022, Tonon está en la posición #2 del ranking de peso pluma de ONE.
Tonon es reconocido por su uso de las leglocks en los combates de grappling, y se le considera parte del "Danaher Death Squad (El Escuadrón de la Muerte de Danaher)" un grupo de varios jóvenes grapplers que entrenan bajo la tutela de John Danaher en Renzo Gracie Academy. El grupo es reconocido por su intenso horario de entrenamiento, además del uso de los sistemas de ataque a la pierna, espalda y brazo creados por Danaher, con el fin de ganar los combates de grappling por sumisión en vez de por puntos.

## Primeros años
En su juventud, Tonon fue identificado con TADH por su madre, una empleada de una organización para niños con necesidades especiales sin fines de lucro. Tonon tuvo su primer acercamiento al grappling cuando se unió al equipo de lucha de su escuela. Tonon continuó practicando lucha por muchos años más, hasta su primer año de secundaria. Tonon ha reconocido que la lucha y las artes marciales le han ayudado a lidiar con su TDAH, y atribuye parcialmente su particulo estilo de grappling al trastorno. Tonon fue diagnosticado con alopecia areata, una condición médica que provoca pérdida de pelo en determinadas áreas focalizadas del cuerpo. Tonon asistió a la Lacey Township High School en el Municipio de Lacey, Nueva Jersey, de la cual se más tarde se graduaría en 2009.
A los 14 años de edad, un amigo decidió llevar a Tonon a un torneo de jiu-jitsu local, el cual interesó a Tonon. Empezando a tomar clases en la academia de su amigo, pero perdió interés después de meses debido al enfoque en la escuela en las artes marciales mixtas. Poco después de dejar esa escuela, Tonon encontraría un aviso de la academia de Tom DeBlass, Ocean County Brazilian Jiu-Jitsu, y decidió continuar entrenando ahí. Mientras seguía yendo a la secundaria, Tonon constantemente asistiría a dos clases al día en la academia de DeBlass. DeBlass notando el interés de Tonon en el deporte, comenzaría a llevar a Tonon a la academia de Ricardo Almeida para un entrenamiento adicional.

## Carrera de grappling
En 2008, después de un año de constante entrenamiento con with DeBlass y Almeida, Tonon ganaría su primer Campeonato Mundial de la IBJJF en la división juvenil de cinturones azules. Luego de graduarse de la secundaria en 2009, Tonon comenzó a estudiar una licenciatura en ciencias en la Universidad de Rutgers. Mientras estudiaba en Rutgers, Tonon mantendría un riguroso horario de entrenamiento y continuaría participando en competiciones tanto locales como internacionales, mayormente compitiendo con gi por los primeros cinco años de entrenamiento, más tarde en busca de especializarse, entrenaría en no-gi con John Danaher. Tonon recibió su cinturón negro de Tom DeBlass y Ricardo Almeida en septiembre de 2013. Un mes más tarde, Tonon competiría en su primer ADCC Submission Wrestling World Championship en Pekín, China, en el que competiría contra Kron Gracie, Marcus Almeida, Roberto "Cyborg" Abreu, y otros reconocidos competidores de jiu-jitsu.
Desde 2013 a 2017, Tonon compitió en numerosos eventos de jiu-jitsu como cinturón negro, incluyendo los Campeonatos Mundiales y Panamericanos de la IBJJF, el Eddie Bravo Invitacional, Metamoris, Grapplers Quest, North American Grappling Association (NAGA), Kasai Grappling, Polaris Pro Grappling, ADCC Submission Wrestling World Championship, entre otros. Sus victorias más destacables incluyen a AJ Agazarm, Joao Miyao, Dillon Danis, Ralek Gracie, y Vinny Magalhaes.

### ADCC 2022
Tonon participó en la edición 2022 del ADCC, siendo la primera vez que compite en la división de -66 kg. Tonon enfrentó a Sam McNally en los octavos de final del torneo. Perdió el combate por puntos.

## Carrera de artes marciales mixtas

### ONE Championship
En marzo de 2018, Tonon hizo su debut profesional en artes marciales mixtas contra Richard Corminal en ONE Championship: Iron Will, en Bangkok, Tailandia. Tonon ganó la pelea por TKO en el segundo asalto.
Tonon tuvo su segunda pelea profesional contra Rahul Raju en ONE Championship: Reign of Kings el 27 de julio de 2018. Tonon ganó la pelea por rear naked choke en el tercer asalto.
En noviembre de 2018, Tonon enfrentó a Sung Jong Lee en ONE Championship: Heart of the Lion. Tonon ganó la pelea por guillotine choke en el segundo asalto.
El 31 de marzo de 2019, Tonon continuó su racha de victorias enfrentando a Anthony Engelen en ONE Championship: A New Era. Tonon ganó la pelea por TKO en el primer asalto. En mayo, Tonon enfrentó a Yoshiki Nakahara en ONE Championship: Enter the Dragon Tonon ganó la pelea por sumisión (heel hook) en el primer asalto.
Se esperaba que Tonon enfrentara a Koyomi Matsushima en ONE Championship: Inside the Matrix 4 el 20 de noviembre de 2020. La pelea fue reagendada para ONE Championship: Big Bang el 4 de diciembre de 2020. Tonon compitió sin su entrenador, John Danaher, en su esquina por primera vez debido a las restricciones de viaje en Singapur. Tonon fue incapaz de finalizar debido a la sólida defensa de Matsushima, pero logró asegurar la victoria por decisión unánime, siendo la primera victoria por decisión de su carrera en artes marciales mixtas.
Se esperaba que Tonon enfrentara al campeón reinante Thanh Le por el Campeonato de Peso Pluma de ONE en ONE Championship: X el 5 de diciembre de 2021. A finales de octubre de 2021, la promoción anunció que el evento sería pospuesto debido a la Pandemia de COVID-19. En enero de 2022, fue anunciado que el evento sucedería el 26 de marzo de 2022. Su pelea titular con Le fue reagendada para ONE Championship: Lights Out el 11 de marzo de 2022. Mientras intentaba un heel hook, Tonon fue atrapado por una serie de martillazos, perdiendo la pelea por nocaut en el primer asalto.
Tonon enfrentó a Johnny Nunez el 13 de enero de 2023, en ONE Fight Night 6. Ganó la pelea por sumisión (kimura) en el primer asalto.
Tonon enfrentó a Shamil Gasanov el 14 de julio de 2023, en ONE Fight Night 12. Ganó la pelea por sumisión (kneebar) en el segundo asalto, acabando a su vez con el invicto de Gasanov. Esta victoria lo hizo merecedor de su primer premio de Actuación de la Noche.
Tonon enfrentó al ex-Campeón Mundial de Peso Ligero y Peso Pluma de ONE Martin Nguyen el 28 de enero de 2024, en ONE 165. Ganó la pelea por decisión unánime. Esta victoria lo hizo merecedor de su segundo premio de Actuación de la Noche.

## Linaje de instrucción
Kano Jigoro → Tomita Tsunejiro → Mitsuyo "Conde Koma" Maeda → Carlos Gracie Sr. → Hélio Gracie → Rolls Gracie → Carlos Gracie Jr. → Renzo Gracie → Ricardo Almeida   (→ Tom DeBlass) → Garry Tonon

## Campeonatos y logros

### Grappling
| 2020 - Combate del año Jitsmagazine BJJ vs. Dante Leon. 2019 - Campeonato Mundial del ADCC de 2019 (–77 kg) 2017 - Invitacional de Eddie Bravo 11 (–70 kg) - Polaris 5 (Súper pelea) - ONE FC 55 (Súper pelea) - Fight2Win Pro 28 (Súper pelea) - Fight2Win Pro 24 (Súper pelea) | 2016 - Studio 540 (Súper pelea) - Invitacional de Eddie Bravo 9 (–205 lbs) - Polaris 4 (Súper pelea) - Grappling Pro (Súper pelea) - Fight2Win Pro 8 (Súper pelea) - Metamoris 7 (Súper pelea) 2015 - Invitacional de Eddie Bravo 5 (–155 lbs) - Polaris 2 (Súper pelea) - Campeonato Panamericano en Nogi de la IBJJF (Absoluto) | - Campeonato Panamericano en Nogi de la IBJJF (–73.5kg) - FIVE Super League (Súper pelea) - Grapplers Quest: All-Star Pro (–77 kg) - Invitacional de Eddie Bravo 3 (–170 lbs) - Polaris 1 (Súper pelea) 2014 - Metamoris 5 (Súper pelea) - Metamoris 4 (Súper pelea) - Invitacional de Eddie Bravo 1 (–170 lbs) 2012 - BJJ Kumite (Cinturón Marrón en Nogi) |

### Artes marciales mixtas
- ONE Championship
- Actuación de la Noche (Dios veces) vs. Shamil Gasanov y Martin Nguyen[42]

## Récord en artes marciales mixtas
| Récord profesional | Récord profesional | Récord profesional |
| 10 peleas          | 9 victorias        | 1 derrota          |
| ------------------ | ------------------ | ------------------ |
| Nocaut             | 2                  | 1                  |
| Sumisión           | 6                  | 0                  |
| Decisión           | 1                  | 0                  |

| Resultado | Récord | Oponente          | Método                      | Evento                             | Fecha                  | Ronda | Tiempo | Localización | Notas                                           |
| --------- | ------ | ----------------- | --------------------------- | ---------------------------------- | ---------------------- | ----- | ------ | ------------ | ----------------------------------------------- |
| Victoria  | 9–1    | Martin Nguyen     | Sumisión (rear-naked choke) | ONE 165                            | 28 de enero de 2024    | 1     | 4:41   | Tokio        | Actuación de la Noche.                          |
| Victoria  | 8–1    | Shamil Gasanov    | Sumisión (kneebar)          | ONE Fight Night 12                 | 14 de julio de 2023    | 2     | 2:26   | Bangkok      | Actuación de la Noche.                          |
| Victoria  | 7–1    | Johnny Nunez      | Sumisión (kimura)           | ONE Fight Night 6                  | 13 de enero de 2023    | 1     | 1:53   | Bangkok      |                                                 |
| Derrota   | 6–1    | Thanh Le          | KO (golpes)                 | ONE Championship: Lights Out       | 11 de marzo de 2022    | 1     | 0:56   | Kallang      | Por el Campeonato Mundial de Peso Pluma de ONE. |
| Victoria  | 6–0    | Koyomi Matsushima | Decisión (unánime)          | ONE Championship: Big Bang         | 4 de diciembre de 2020 | 3     | 5:00   | Kallang      |                                                 |
| Victoria  | 5–0    | Yoshiki Nakahara  | Sumisión (heel hook)        | ONE Championship: Enter the Dragon | 17 de mayo de 2020     | 1     | 0:55   | Kallang      |                                                 |
| Victoria  | 4–0    | Anthony Engelen   | TKO (golpes)                | ONE Championship: A New Era        | 31 de marzo de 2019    | 1     | 4:12   | Tokio        |                                                 |
| Victoria  | 3–0    | Sung Jong Lee     | Sumisión (guillotine choke) | ONE Championship: Heart of Lion    | 9 de noviembre de 2018 | 2     | 2:04   | Kallang      | Debut en peso pluma.                            |
| Victoria  | 2–0    | Rahul Raju        | Sumisión (rear-naked choke) | ONE Championship: Reign of Kings   | 27 de julio de 2018    | 3     | 3:27   | Manila       |                                                 |
| Victoria  | 1–0    | Richard Corminal  | TKO (golpes)                | ONE Championship: Iron Will        | 24 de marzo de 2018    | 2     | 3:40   | Bangkok      | Debut en peso ligero.                           |

## Récord en grappling de sumisión
| Récord profesional | Récord profesional | Récord profesional |
| 97 peleas          | 72 victorias       | 24 derrotas        |
| ------------------ | ------------------ | ------------------ |
| Sumisión           | 53                 | 12                 |
| Decisión           | 18                 | 12                 |
| Descalificación    | 1                  | 0                  |
| Empates            | 2                  | 2                  |

| Resultado | Oponente              | Método                      | Evento                                 | División   | Fecha                    | Localización         |
| --------- | --------------------- | --------------------------- | -------------------------------------- | ---------- | ------------------------ | -------------------- |
| Derrota   | Sam McNally           | Puntos (0–3)                | ADCC 2022                              | –66 kg     | 17 de septiembre de 2022 | Las Vegas, NV        |
| Derrota   | Tye Ruotolo           | Sumisión (D'arce choke)     | ONE 157                                | –77 kg     | 20 de mayo de 2022       | Kallang, Singapur    |
| Victoria  | Dante Leon            | Decisión del réferi         | WNO 3                                  | Superfight | 1 de agosto de 2020      | Austin, TX           |
| Victoria  | Osvaldo Moizinho      | Sumisión (heel hook)        | F2W 145                                | Superfight | 26 de junio de 2020      | Dallas, TX           |
| Victoria  | Davi Ramos            | Decisión del réferi         | F2W Pro 132                            | Superfight | 23 de noviembre de 2019  | Honolulu, HI         |
| Derrota   | Gordon Ryan           | Sumisión (rear naked choke) | ADCC 2019                              | Absoluto   | 29 de septiembre de 2019 | Anaheim, CA          |
| Victoria  | Edwin Najmi           | Sumisión (heel hook)        | ADCC 2019                              | Absoluto   | 29 de septiembre de 2019 | Anaheim, CA          |
| Victoria  | Dante Leon            | Sumisión (heel hook)        | ADCC 2019                              | –77 kg     | 28 de septiembre de 2019 | Anaheim, CA          |
| Derrota   | JT Torres             | Puntos (0–2)                | ADCC 2019                              | –77 kg     | 28 de septiembre de 2019 | Anaheim, CA          |
| Victoria  | Renato Canuto         | Puntos (0–0)                | ADCC 2019                              | –77 kg     | 28 de septiembre de 2019 | Anaheim, CA          |
| Victoria  | Mateusz Gamrot        | Sumisión (rear naked choke) | ADCC 2019                              | –77 kg     | 28 de septiembre de 2019 | Anaheim, CA          |
| Derrota   | Gianni Grippo         | Puntos (4–6)                | Kasai Pro                              | –70 kg     | 9 de diciembre de 2017   | Brooklyn, NY         |
| Victoria  | Renato Canuto         | Puntos (2–0)                | Kasai Pro                              | –70 kg     | 9 de diciembre de 2017   | Brooklyn, NY         |
| Victoria  | AJ Agazarm            | Puntos (2–0)                | Kasai Pro                              | –70 kg     | 9 de diciembre de 2017   | Brooklyn, NY         |
| Empate    | Mansher Khera         | Empate                      | Kasai Pro                              | –70 kg     | 9 de diciembre de 2017   | Brooklyn, NY         |
| Victoria  | Vagner Rocha          | Sumisión (heel hook)        | EBI 13                                 | –155 lbs   | 22 de octubre de 2017    | Los Angeles, CA      |
| Victoria  | Lucas Valente         | Sumisión (heel hook)        | EBI 13                                 | –155 lbs   | 22 de octubre de 2017    | Los Angeles, CA      |
| Victoria  | Ross Keeping          | Sumisión (armbar)           | EBI 13                                 | –155 lbs   | 22 de octubre de 2017    | Los Angeles, CA      |
| Victoria  | Chance Braud          | Sumisión (heel hook)        | EBI 13                                 | –155 lbs   | 22 de octubre de 2017    | Los Angeles, CA      |
| Derrota   | Vagner Rocha          | Puntos (0–2)                | ADCC 2017                              | –155 lbs   | 24 de septiembre de 2017 | Espoo                |
| Derrota   | JT Torres             | Decisión del réferi         | ADCC 2017                              | –155 lbs   | 24 de septiembre de 2017 | Espoo                |
| Victoria  | Marcelo Mafra         | Penalización                | ADCC 2017                              | –155 lbs   | 23 de septiembre de 2017 | Espoo                |
| Victoria  | Felipe Cesar          | Puntos (2–0)                | ADCC 2017                              | –155 lbs   | 23 de septiembre de 2017 | Espoo                |
| Victoria  | Dillon Danis          | Decisión de los jueces      | Polaris 5                              | –81 kg     | 19 de agosto de 2017     | Londres              |
| Victoria  | Shinya Aoki           | Sumisión (heel hook)        | ONE Championship: Dynasty of Heroes    | –81 kg     | 26 de mayo de 2017       | Singapur             |
| Victoria  | Justin Rader          | Decisión de los jueces      | F2W Pro 28                             | Superfight | 24 de marzo de 2017      | Oklahoma City, OK    |
| Victoria  | AJ Agazarm            | Decisión de los jueces      | F2W Pro 24                             | Superfight | 3 de febrero de 2017     | Huntington Beach, CA |
| Derrota   | Antônio Carlos Júnior | Sumisión (triangle choke)   | Submission Underground 3               | Superfight | 29 de enero de 2017      | Portland, OR         |
| Victoria  | Kim Terra             | Sumisión (guillotine choke) | Studio 540                             | Superfight | 17 de diciembre de 2016  | Solana Beach, CA     |
| Victoria  | Vinny Magalhães       | Escape más rápido           | EBI 9                                  | –205 lbs   | 7 de noviembre de 2016   | Los Ángeles, CA      |
| Victoria  | Daniel O'Brien        | Escape más rápido           | EBI 9                                  | –205 lbs   | 7 de noviembre de 2016   | Los Ángeles, CA      |
| Victoria  | Adam Sanchoff         | Sumisión (heel hook)        | EBI 9                                  | –205 lbs   | 7 de noviembre de 2016   | Los Ángeles, CA      |
| Victoria  | JJ Friedrich          | Sumisión (heel hook)        | EBI 9                                  | –205 lbs   | 7 de noviembre de 2016   | Los Ángeles, CA      |
| Victoria  | Gilbert Burns         | Sumisión (heel hook)        | Polaris 4                              | Superfight | 29 de octubre de 2016    | Londres              |
| Victoria  | Enrico Cocco          | Sumisión (heel hook)        | Grappling Pro                          | –77 kg     | 18 de septiembre de 2016 | Naples, FL           |
| Victoria  | DJ Jackson            | Puntos (7–2)                | Grappling Pro                          | –77 kg     | 18 de septiembre de 2016 | Naples, FL           |
| Victoria  | Hunter Ewald          | Sumisión técnica (lesión)   | Grappling Pro                          | –77 kg     | 18 de septiembre de 2016 | Naples, FL           |
| Victoria  | Dustin Akbari         | Sumisión (heel hook)        | F2W Pro 8                              | Superfight | 23 de julio de 2017      | San Francisco, CA    |
| Victoria  | Ralek Gracie          | Sumisión (kneebar)          | Metamoris 7                            | Superfight | 17 de julio de 2017      | Los Angeles, CA      |
| Derrota   | Yuri Simoes           | Escape más rápido           | EBI 6                                  | Absoluto   | 24 de abril de 2016      | Los Angeles, CA      |
| Victoria  | Felipe Fogolin        | Sumisión (heel hook)        | EBI 6                                  | Absoluto   | 24 de abril de 2016      | Los Angeles, CA      |
| Empate    | Rousimar Palhares     | Empate                      | Polaris 3                              | Superfight | 2 de abril de 2016       | Poole                |
| Victoria  | Rafael Domingos       | Sumisión (heel hook)        | EBI 5                                  | –155 lbs   | 13 de diciembre de 2015  | Los Angeles, CA      |
| Victoria  | Lachlan Gilles        | Sumisión (armbar)           | EBI 5                                  | –155 lbs   | 13 de diciembre de 2015  | Los Angeles, CA      |
| Victoria  | Javier Vazquez        | Sumisión (heel hook)        | EBI 5                                  | –155 lbs   | 13 de diciembre de 2015  | Los Angeles, CA      |
| Victoria  | Stephan Martinez      | Sumisión (bulldog choke)    | EBI 5                                  | –155 lbs   | 13 de diciembre de 2015  | Los Angeles, CA      |
| Victoria  | Masakazu Imanari      | Sumisión (heel hook)        | Polaris 2                              | Superfight | 12 de septiembre de 2015 | Cardiff              |
| Derrota   | Matheus Diniz         | Puntos (0–4)                | Nogi World Championships               | Absoluto   | 8 de noviembre de 2015   | Long Beach, CA       |
| Victoria  | Marcel Gonçalves      | Descalificación             | Nogi World Championships               | Absoluto   | 8 de noviembre de 2015   | Long Beach, CA       |
| Derrota   | Michael Langhi        | Puntos (2–4)                | Nogi World Championships               | –73.5 kg   | 8 de noviembre de 2015   | Long Beach, CA       |
| Derrota   | Matheus Diniz         | Sumisión (wristlock)        | Nogi Pan Championships                 | Absoluto   | 3 de octubre de 2015     | New York City, NY    |
| Victoria  | Gianni Grippo         | Advantages                  | Nogi Pan Championships                 | Absoluto   | 3 de octubre de 2015     | New York City, NY    |
| Victoria  | Washington Luis       | Sumisión (darce choke)      | Nogi Pan Championships                 | Absoluto   | 3 de octubre de 2015     | New York City, NY    |
| Victoria  | Rodrigo Freitas       | Puntos (7–2)                | Nogi Pan Championships                 | –73.5 kg   | 3 de octubre de 2015     | New York City, NY    |
| Victoria  | Renan Borges          | Sumisión (kneebar)          | Nogi Pan Championships                 | –73.5 kg   | 3 de octubre de 2015     | New York City, NY    |
| Victoria  | João Ferreira         | Puntos                      | Nogi Pan Championships                 | –73.5 kg   | 3 de octubre de 2015     | New York City, NY    |
| Victoria  | Vinny Magalhães       | Decisión del réferi         | ADCC 2015                              | Absoluto   | 30 de septiembre de 2015 | São Paulo            |
| Victoria  | Lucas Lepri           | Puntos (10–0)               | ADCC 2015                              | –77 kg     | 29 de septiembre de 2015 | São Paulo            |
| Victoria  | Dillon Danis          | Sumisión (heel hook)        | ADCC 2015                              | –77 kg     | 29 de septiembre de 2015 | São Paulo            |
| Victoria  | João Miyao            | Decisión de los jueces      | FIVE Super League                      | Superfight | 8 de junio de 2015       | New York City, NY    |
| Victoria  | Rob Greenidge         | Sumisión (calf slicer)      | Grapplers Quest: All Star Pro          | –77 kg     | 6 de junio de 2015       | Edison, NJ           |
| Victoria  | Joe Solecki           | Sumisión (heel hook)        | Grapplers Quest: All Star Pro          | –77 kg     | 6 de junio de 2015       | Edison, NJ           |
| Victoria  | Jordan Tabor          | Sumisión (guillotine choke) | Grapplers Quest: All Star Pro          | –77 kg     | 6 de junio de 2015       | Edison, NJ           |
| Victoria  | Josh Hinger           | Escape más rápido           | EBI 3                                  | –170 lbs   | 22 de marzo de 2015      | Los Angeles, CA      |
| Victoria  | Eddie Cummings        | Sumisión (triangle armbar)  | EBI 3                                  | –170 lbs   | 22 de marzo de 2015      | Los Angeles, CA      |
| Victoria  | Karen Darabedyan      | Escape más rápido           | EBI 3                                  | –170 lbs   | 22 de marzo de 2015      | Los Angeles, CA      |
| Victoria  | Josh Valles           | Sumisión (heel hook)        | EBI 3                                  | –170 lbs   | 22 de marzo de 2015      | Los Angeles, CA      |
| Victoria  | Javier Vazquez        | Sumisión (triangle choke)   | Gracie Nationals                       | Superfight | 8 de febrero de 2015     | Los Angeles, CA      |
| Victoria  | Marcin Held           | Sumisión (heel hook)        | Polaris 1                              | Superfight | 10 de enero de 2015      | Cardiff              |
| Victoria  | Zak Maxwell           | Sumisión (heel hook)        | Metamoris 5                            | Superfight | 22 de noviembre de 2014  | Los Angeles, CA      |
| Victoria  | Kit Dale              | Sumisión (guillotine choke) | Metamoris 4                            | Superfight | 9 de agosto de 2014      | Los Angeles, CA      |
| Victoria  | Richie Martinez       | Sumisión (heel hook)        | EBI 1                                  | –170 lbs   | 1 de junio de 2014       | Los Angeles, CA      |
| Victoria  | Javier Valenciano     | Sumisión (heel hook)        | EBI 1                                  | –170 lbs   | 1 de junio de 2014       | Los Angeles, CA      |
| Victoria  | Lance Glynn           | Sumisión (heel hook)        | EBI 1                                  | –170 lbs   | 1 de junio de 2014       | Los Angeles, CA      |
| Victoria  | PJ Linder             | Sumisión (rear naked choke) | EBI 1                                  | –170 lbs   | 1 de junio de 2014       | Los Angeles, CA      |
| Victoria  | Beneil Dariush        | Decisión del réferi         | FIVE Grappling California Invitational | Absoluto   | 23 de noviembre de 2013  | Anaheim, CA          |
| Derrota   | Marcus Almeida        | Puntos                      | ADCC 2013                              | Absoluto   | 20 de octubre de 2013    | Beijing              |
| Derrota   | Roberto Abreu         | Puntos                      | ADCC 2013                              | Absoluto   | 20 de octubre de 2013    | Beijing              |
| Derrota   | Kron Gracie           | Sumisión (rear naked choke) | ADCC 2013                              | –77 kg     | 19 de octubre de 2013    | Beijing              |
| Victoria  | Satoru Kitaoka        | Sumisión (rear naked choke) | ADCC 2013                              | –77 kg     | 19 de octubre de 2013    | Beijing              |
| Derrota   | Keenan Cornelius      | Sumisión (triangle choke)   | BJJ Kumite (Brown Belt)                | Absoluto   | Diciembre de 2012        | Washington D. C.     |
| Victoria  | AJ Agazarm            | Sumisión (rear naked choke) | BJJ Kumite (Brown Belt)                | Absoluto   | Diciembre de 2012        | Washington D. C.     |
| Victoria  | AJ Agazarm            | Sumisión (shoulder lock)    | BJJ Kumite (Brown Belt)                | Absoluto   | Diciembre de 2012        | Washington D. C.     |
| Victoria  | Wero Salazar          | Sumisión (kimura)           | BJJ Kumite (Brown Belt)                | Absoluto   | Diciembre de 2012        | Washington D. C.     |
| Victoria  | Wero Salazar          | Sumisión (rear naked choke) | BJJ Kumite (Brown Belt)                | Absoluto   | Diciembre de 2012        | Washington D. C.     |
| Derrota   | Sean Roberts          | Sumisión (armbar)           | BJJ Kumite (Brown Belt)                | Absoluto   | Diciembre de 2012        | Washington D. C.     |
| Victoria  | Sean Roberts          | Sumisión (toe hold)         | BJJ Kumite (Brown Belt)                | Absoluto   | Diciembre de 2012        | Washington D. C.     |
| Victoria  | Ilke Bulut            | Sumisión (rear naked choke) | BJJ Kumite (Brown Belt)                | Absoluto   | Diciembre de 2012        | Washington D. C.     |
| Victoria  | Ilke Bulut            | Sumisión (toe hold)         | BJJ Kumite (Brown Belt)                | Absoluto   | Diciembre de 2012        | Washington D. C.     |
| Victoria  | Luca Ancoreta         | Sumisión (heel hook)        | BJJ Kumite (Brown Belt)                | Absoluto   | Diciembre de 2012        | Washington D. C.     |
| Victoria  | Luca Ancoreta         | Sumisión (rear naked choke) | BJJ Kumite (Brown Belt)                | Absoluto   | Diciembre de 2012        | Washington D. C.     |
| Victoria  | AJ Souza              | Sumisión (armbar)           | BJJ Kumite (Brown Belt)                | Absoluto   | Diciembre de 2012        | Washington D. C.     |
| Victoria  | AJ Souza              | Sumisión (rear naked choke) | BJJ Kumite (Brown Belt)                | Absoluto   | Diciembre de 2012        | Washington D. C.     |
| Victoria  | Darragh O'Conail      | Sumisión (rear naked choke) | BJJ Kumite (Brown Belt)                | Absoluto   | Diciembre de 2012        | Washington D. C.     |
| Derrota   | Darragh O'Conail      | Sumisión (guillotine choke) | BJJ Kumite (Brown Belt)                | Absoluto   | Diciembre de 2012        | Washington D. C.     |
| Victoria  | Vitor Silveiro        | Sumisión (rear naked choke) | BJJ Kumite (Brown Belt)                | Absoluto   | Diciembre de 2012        | Washington D. C.     |
| Victoria  | Vitor Silveiro        | Sumisión (ankle lock)       | BJJ Kumite (Brown Belt)                | Absoluto   | Diciembre de 2012        | Washington D. C.     |
| Derrota   | Keenan Cornelius      | Sumisión (armbar)           | BJJ Kumite (Brown Belt)                | Absoluto   | Diciembre de 2012        | Washington D. C.     |
| Derrota   | Keenan Cornelius      | Sumisión (armbar)           | BJJ Kumite (Brown Belt)                | Absoluto   | Diciembre de 2012        | Washington D. C.     |